# Radosław Lewandowski

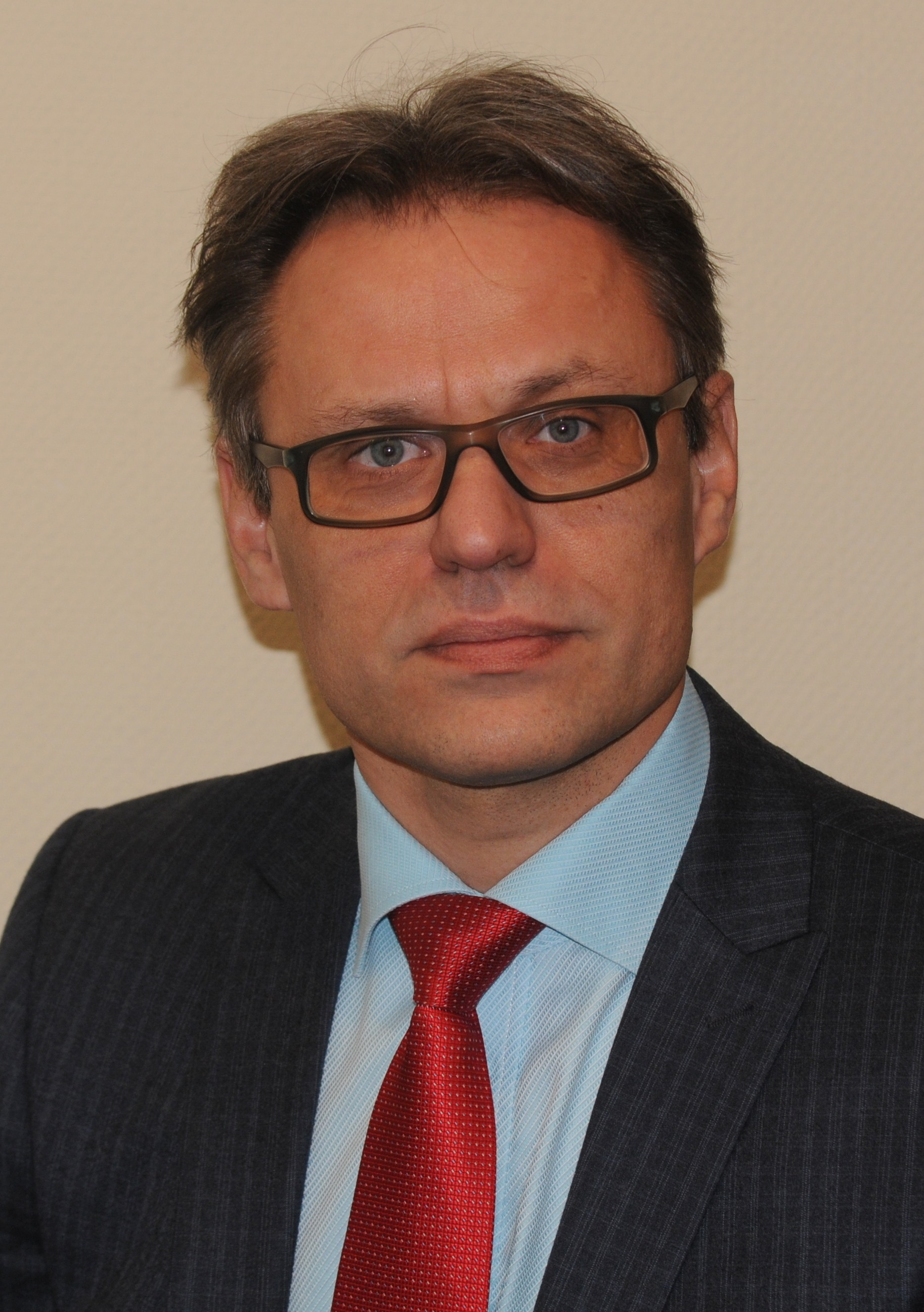
Radosław Lewandowski

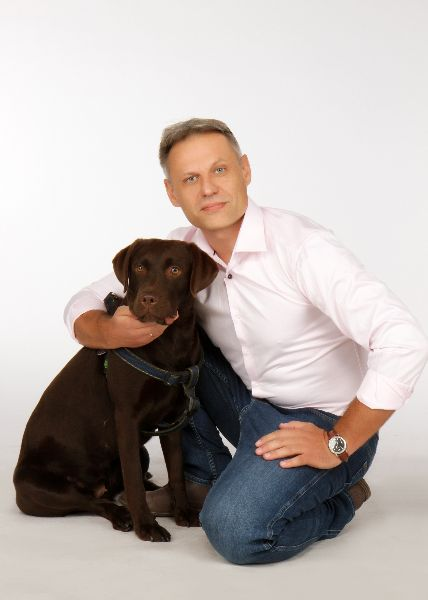
Radosław Lewandowski na zdjęciu ze swoim psem

Radosław Lewandowski (ur. 26 maja 1968) – pisarz, autor książek science fiction i powieści historycznych, jeden z założycieli Płockiego Klubu Fantastyki „Elgalhˈai” – organizatora Płockich Dni Fantastyki.
Jest miłośnikiem literatury, filmów fantasy i science fiction, a także barwnych i krwawych powieści historycznych. Interesuje się szeroko pojętą marynistyką, kulturą wczesnosłowiańską i skandynawską, w tym trzema „złotymi” wiekami wikingów.
Jest powiązany z inicjatywą Samowydawcy.pl, która zrzesza autorów self-publishingowych. Współtworzył jako autor dwie antologie Samowydawców – "Ślady na śniegu – Antologia Samowydawców. Tom 2." oraz "Opowieści przy ognisku – Antologia Samowydawców. Tom 3.".

## Kariera i wykształcenie[3]
Radosław Lewandowski jest płocczaninem, absolwentem dwóch kierunków studiów na wydziałach Zarządzania i Nauk Ekonomicznych Uniwersytetu Warszawskiego. Przez wiele lat zawodowej kariery pełnił wyższe funkcje w administracji publicznej: najpierw dyrektora departamentu w Urzędzie Marszałkowskim Województwa Mazowieckiego, potem radcy w kancelarii Wojewody Mazowieckiego.

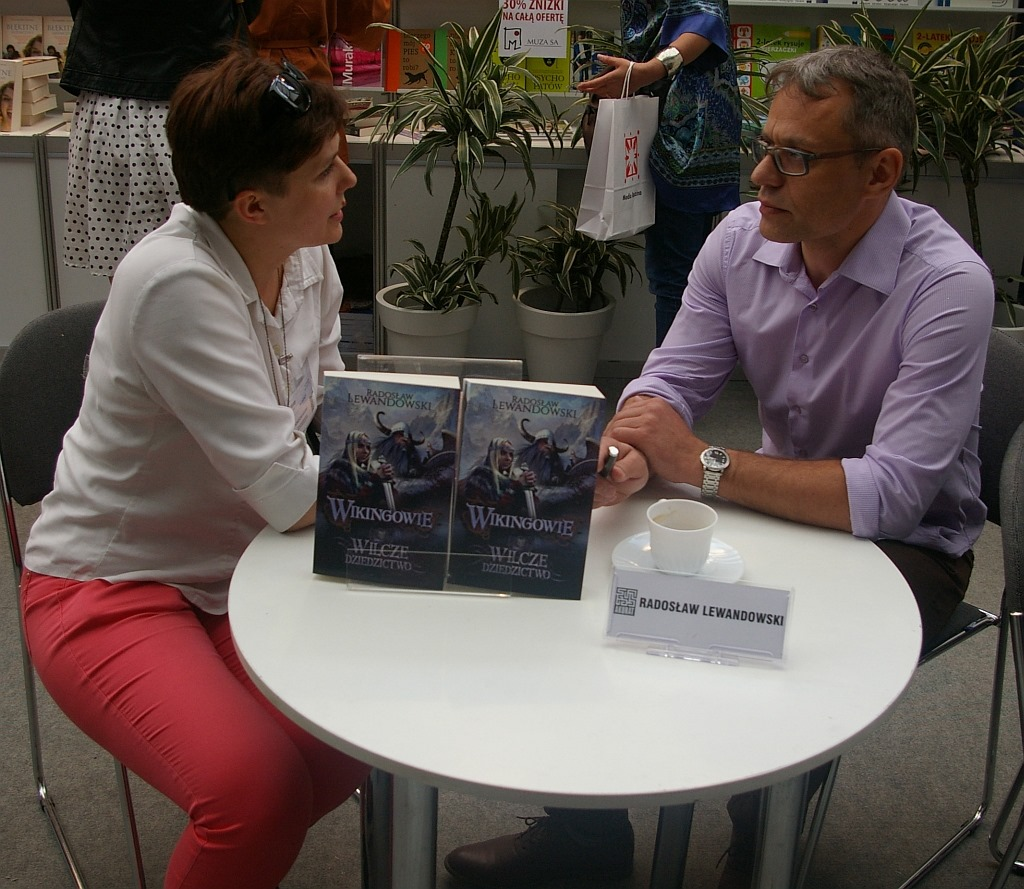
Radosław Lewandowski podczas spotkania autorskiego

## Twórczość

### Self-publishing
2024 – Klucz do Helheimu
2020 – Australijskie piekło
2020 – Jak napisać i wydać powieść. Uciekaj, póki możesz!
2020 – Wyprawa po śmierć

#### SeriaWikingowie
Seria Wikingowie Radosława Lewandowskiego składa się z czterech powieści, których tłem akcji jest głównie Europa Północna X wieku. Cała saga oparta jest na faktach historycznych, przedstawiając żywy obraz intrygujących wydarzeń z dalekiej przeszłości. Powieści opisują wyprawy ciekawych świata wikingów, prowadzone przez nich podboje, krwawe wojny, morskie bitwy i nieustającą rywalizację o władzę. W książkach tych nie brakuje także podstępnych intryg oraz pięknych historii o miłości i przyjaźni. Nietuzinkowe postaci prowadzą czytelnika przez fascynujący świat pełen brutalności i żądzy władzy.
- 2018 – Wikingowie. Kraina Proroka[8]
- 2017 – Wikingowie. Topory i sejmitary[9]
- 2016 – Wikingowie. Wilcze dziedzictwo[10]
- 2016 – Wikingowie. Najeźdźcy z Północy[11]

#### SeriaYggdrasil
Akcja sagi Yggdrasil toczy się zarówno w okresie ziemskiego paleolitu, wśród mamutów, tygrysów szablozębnych i neandertalczyków, jak i w odległej przyszłości, w której ludzkość staje do nierównej walki z wrogiem, zdającym się przewyższać ją pod każdym względem. Wola przetrwania jest jednak potężną i zaskakującą bronią, a ludzkość przyparta do muru staje się groźnym i nieobliczalnym przeciwnikiem.
- 2014 – Yggdrasil. Exodus
- 2013 – Yggdrasil. Struny czasu

## Krytycy o autorze
Hardkorowa opera kosmiczna… pokazuje wszechstronność autora, która pozwala mu swobodnie poruszać się po różnych konwencjach. Dodaj do tego umiejętność tworzenia światów i ożywiania niesamowitych istot, a także płynną narrację i soczyste dialogi, a uzyskasz imponujący styl Lewandowskiego – Gene Wolfe.
Podobno nieprawdą jest, że autor to prawdziwy Wiking. Jednak czytając Wilcze dziedzictwo, śmiem w to wątpić. Jeśli szukaliście polskiej Gry o tron, możecie przestać. Lewandowski to nasz George R.R. Martin – Andrzej Ziemiański.
Lewandowski pisze o X-wiecznych wojownikach z takim znawstwem, jakby się między nimi urodził. Polecam – Jarosław Grzędowicz.